# Bourse de Saint Georges
La Bourse de Saint Georges (en valencien, Llotja de Sant Jordi ; en espagnol, Lonja de San Jorge) est une salle d'expositions de la ville d'Alcoy, dans la province d'Alicante en Espagne. Elle se trouve sous la Place d'Espagne. Elle fut conçue par l'architecte Santiago Calatrava Valls et réalisée de 1992 à 1995. La structure de la salle évoque la cage thoracique d'une baleine.

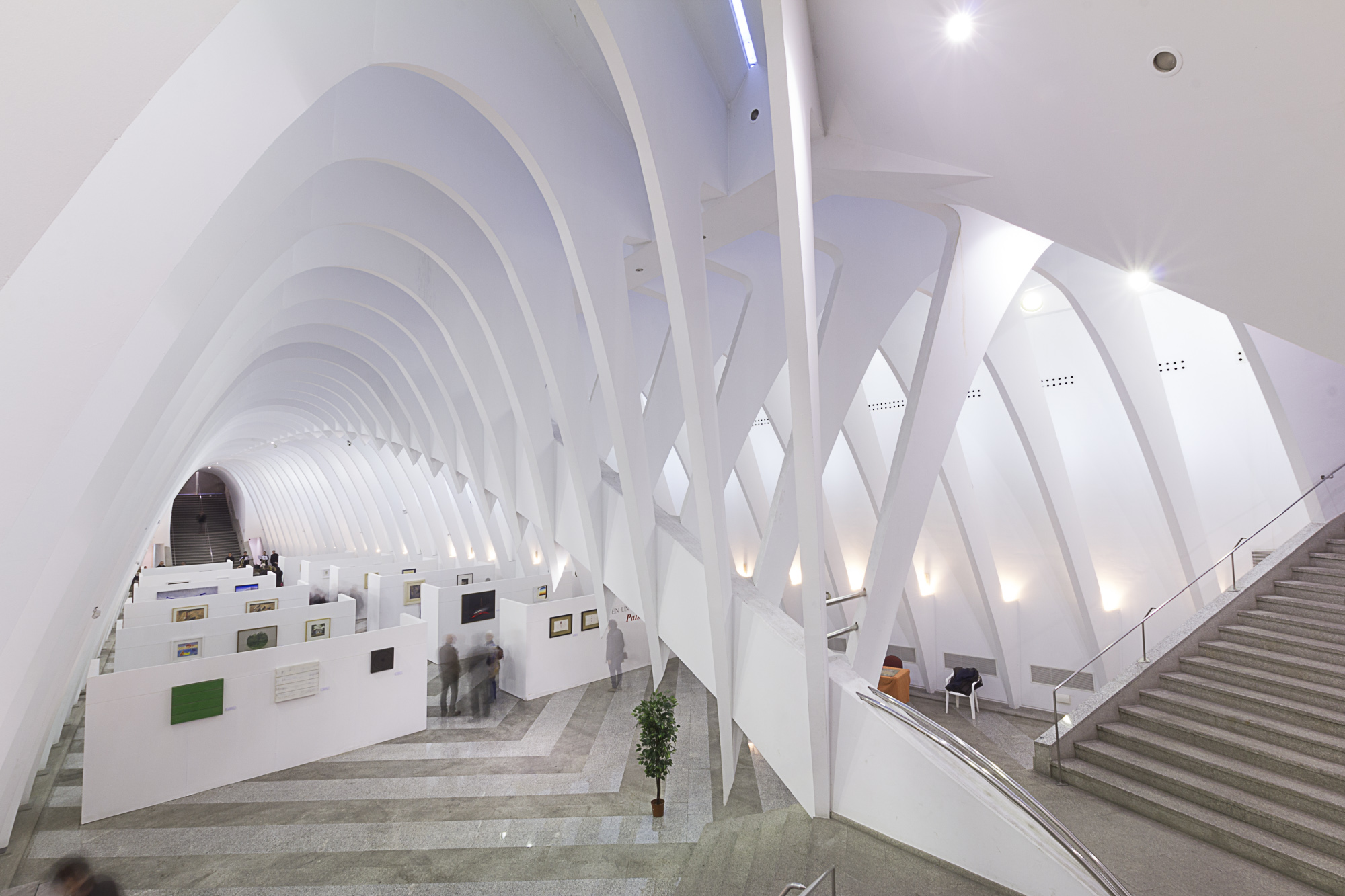
Vue intérieure de la Bourse de Saint Georges.
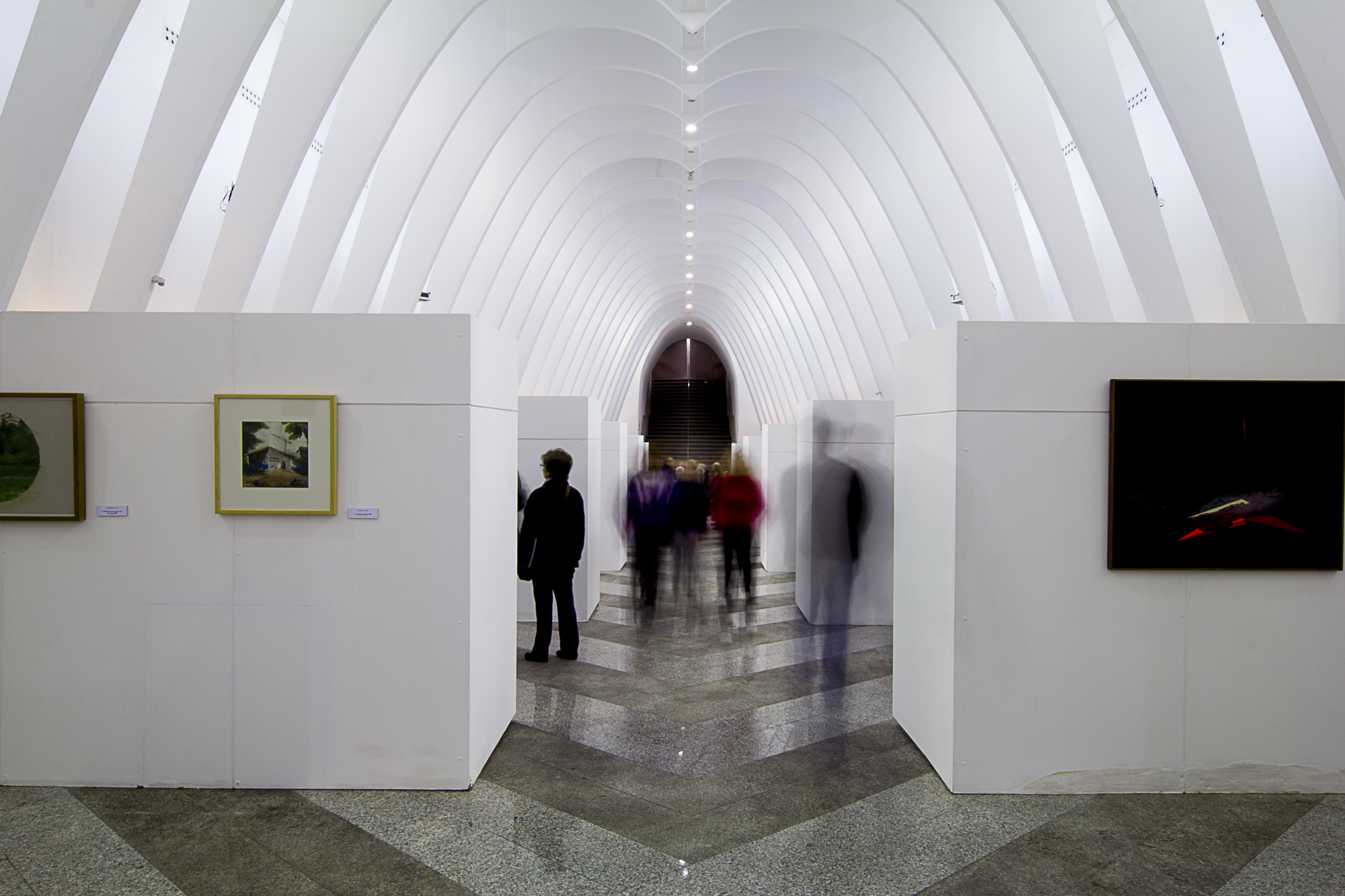
Autre vue intérieure.